# Agrius cingulata
Agrius cingulata, popularmente conhecida como mariposa-esfinge, é uma espécie de artrópode lepidóptero, mais especificamente de mariposa, pertencente à família dos esfingídeos (Sphingidae).

## Taxonomia
Agrius cingulata, sob o nome de Sphinx cingulata, foi descrita por Johan Christian Fabricius em 1777. Foi transferida ao gênero Agrius por Jacob Hübner em 1823. Foi erroneamente sinonimizado com Sphinx convolvuli (atual Agrius convolvuli) por Edward Meyrick em 1899 e restabelecida como espécie em 1903 por por Charles Rothschild e Karl Jordan.

## Descrição
Agrius cingulata se assemelha a Agrius convolvuli, mas não há dimorfismo sexual. Apresenta manchas abdominais laterais rosa-escuro (raramente esbranquiçadas), sem coloração de carne. Seu arólio é reduzido. A área basal da face superior da asa posterior é rosa-escura, acentuada nos machos e mais clara nas fêmeas, e há uma mancha costal escura na região pós-discal. Sua espirotromba é extra longa, o que lhe permite se alimentar de flores alongadas. Suas larvas podem alcançar de 90 a 100 milímetros na maturidade, têm chifre anal e exibem pelo menos três colorações: verde (mais comum), marrom ou amarela.

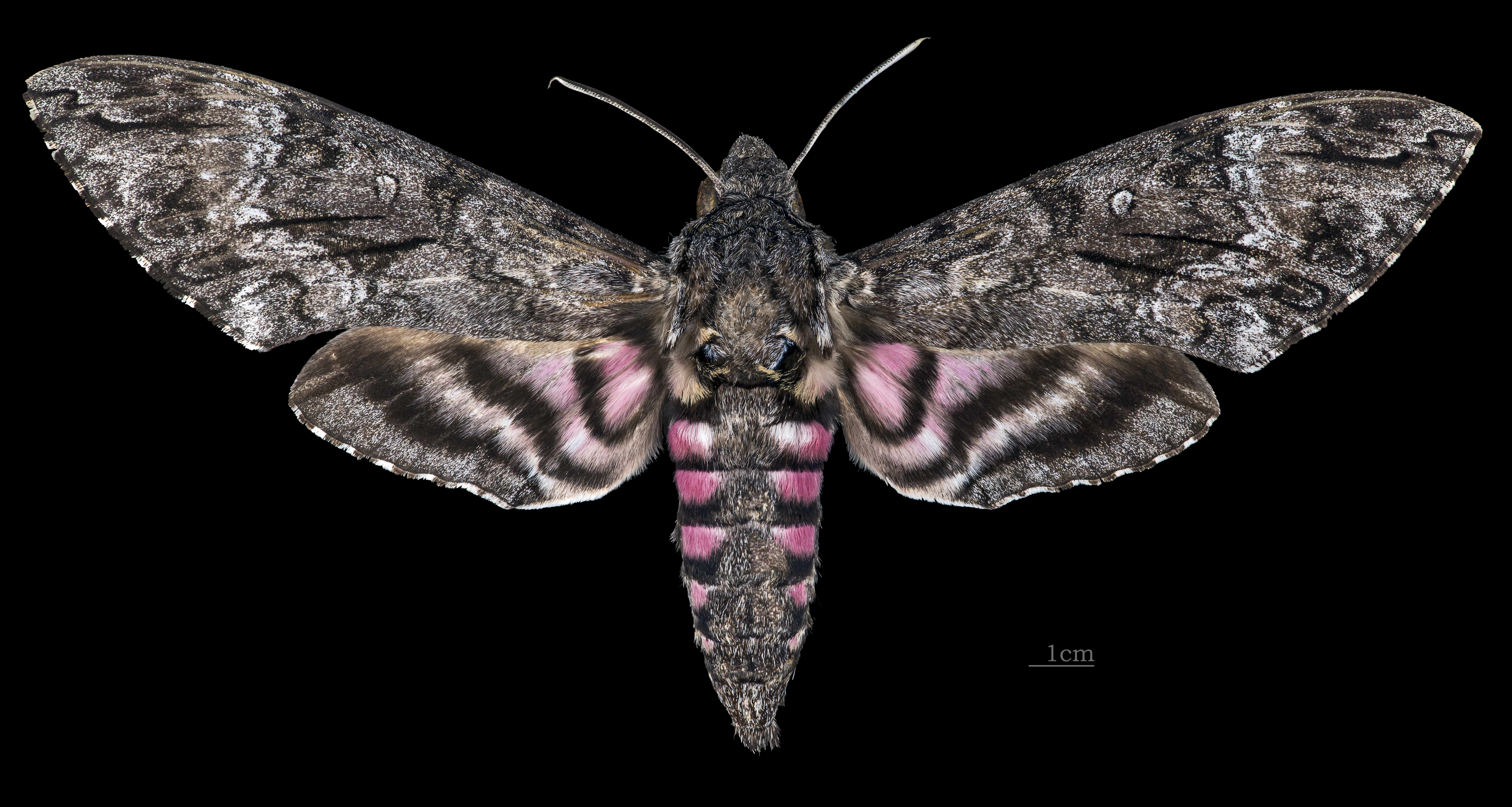
Porção superior da fêmea
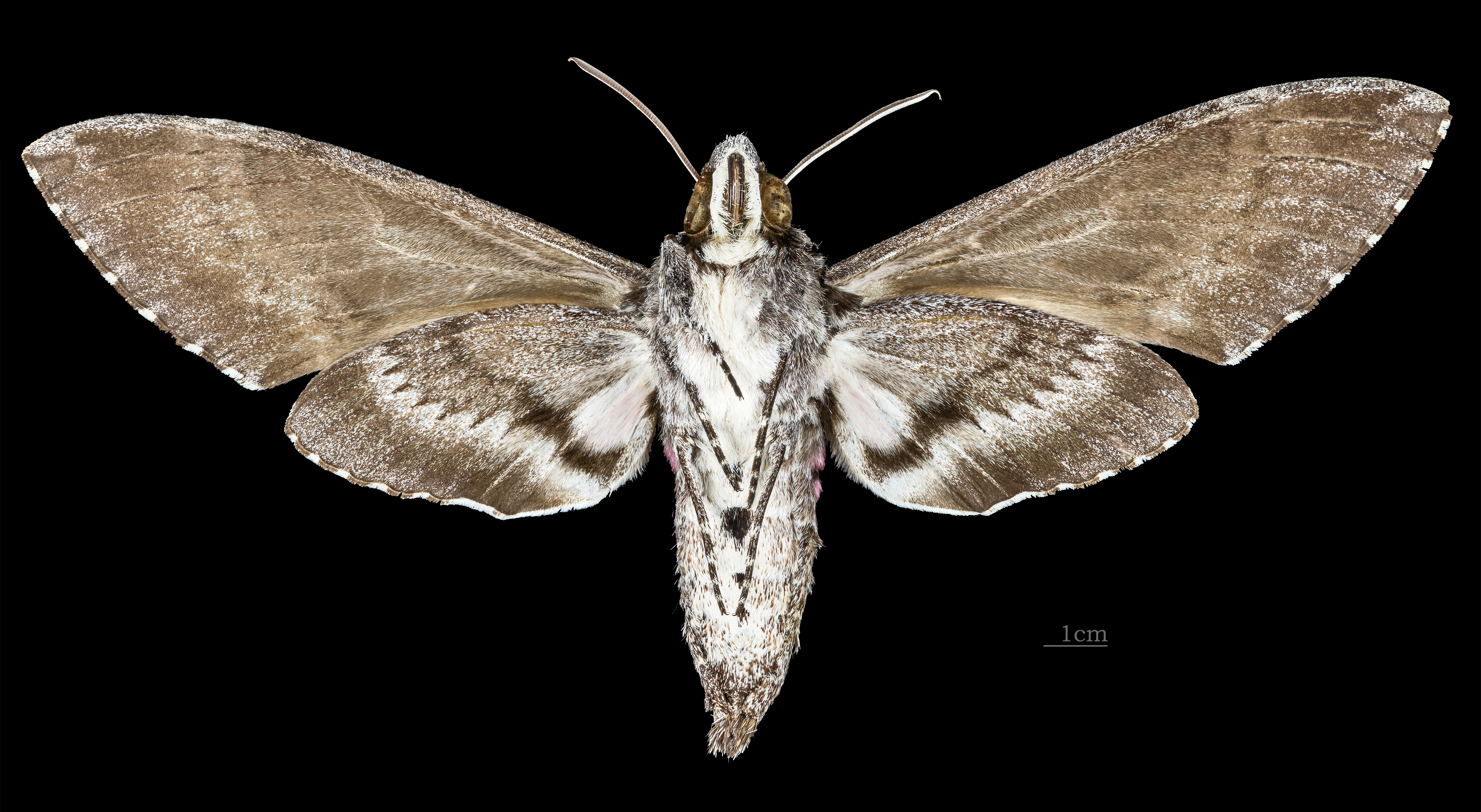
Porção inferior da fêmea
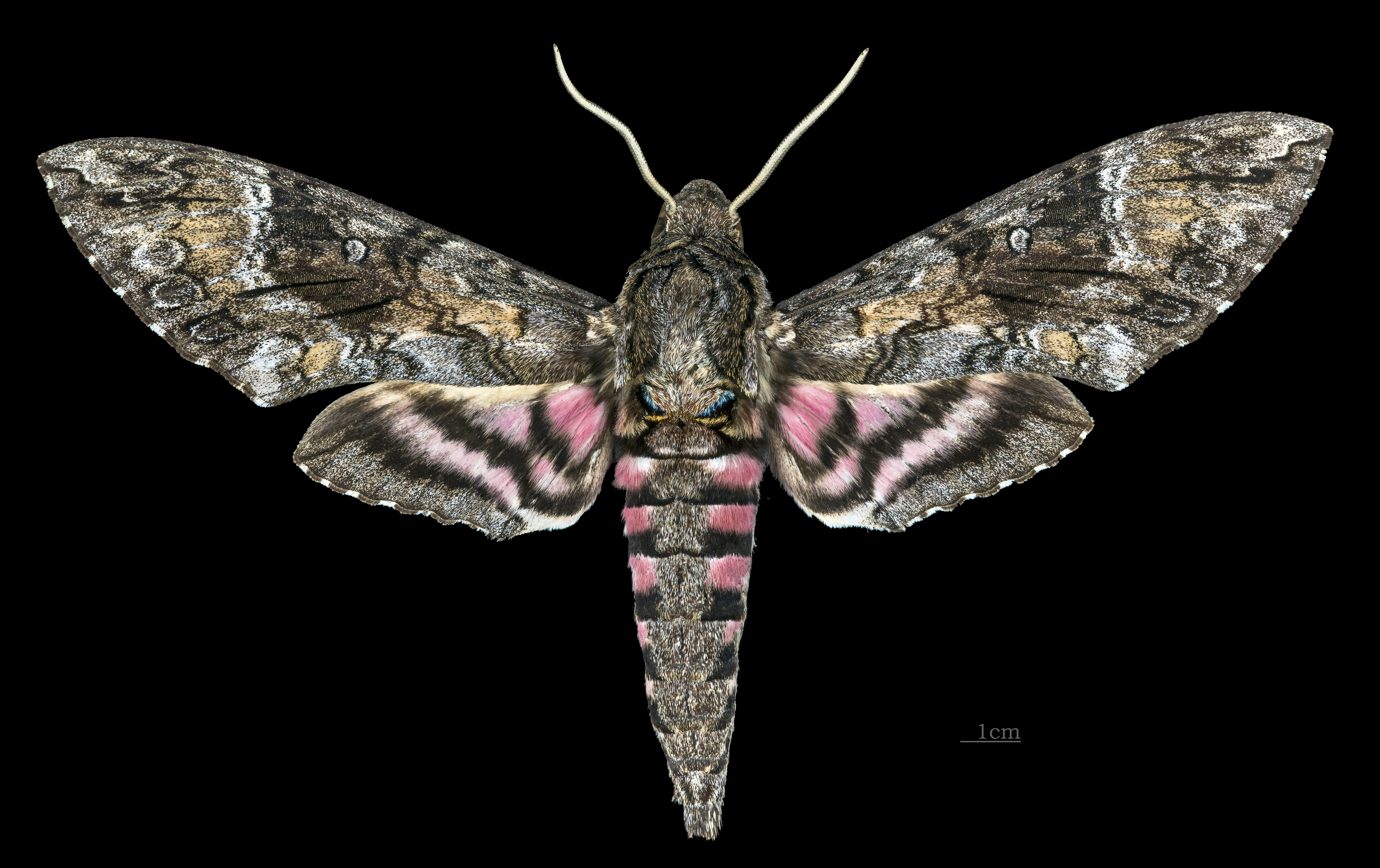
Porção superior do macho
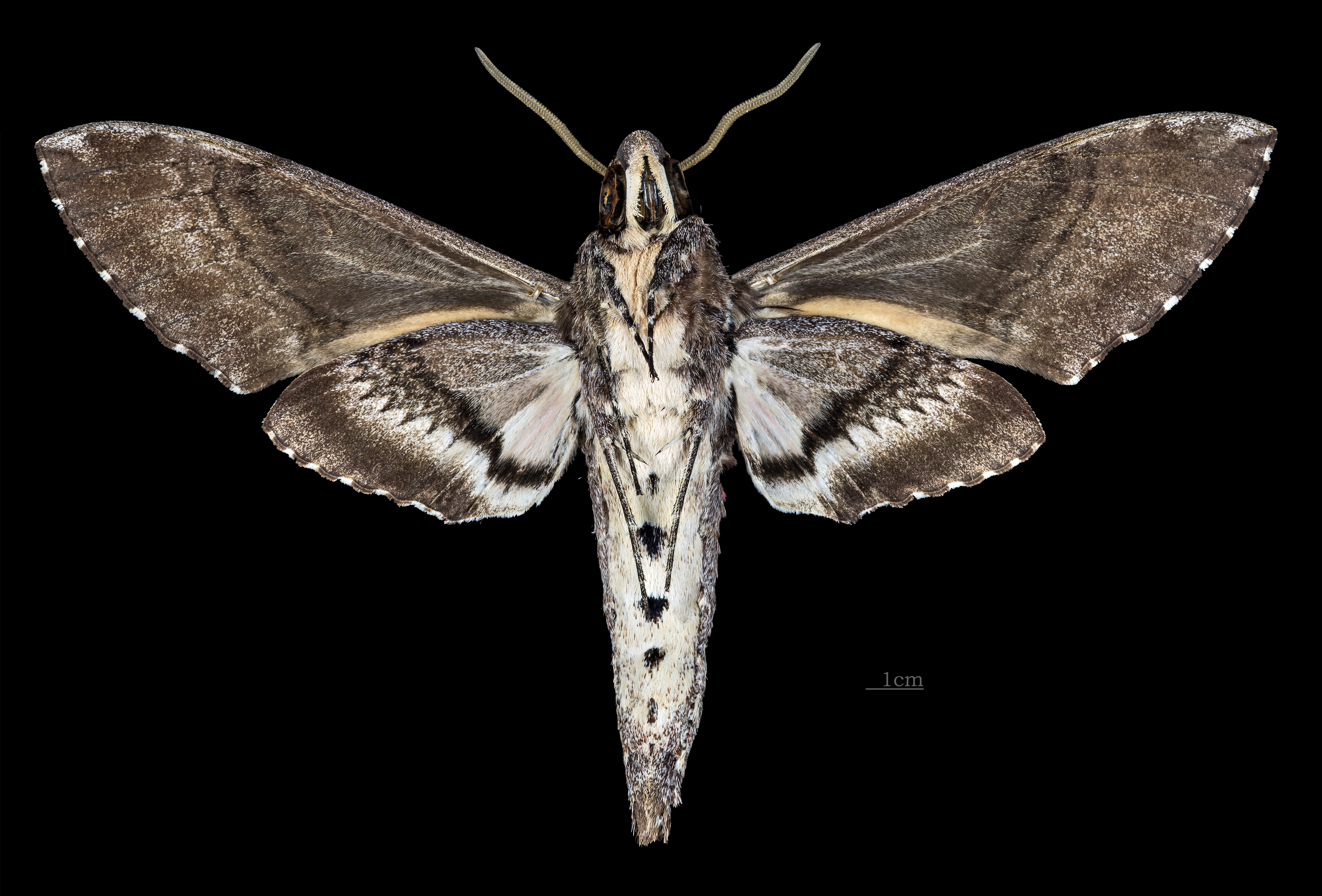
Porção inferior do macho

## Distribuição
Agrius cingulata ocorre naturalmente em florestas abertas, bordas de matas e áreas rurais tropicais e subtropicais. No Brasil, em especial, habita os biomas da Amazônia, Caatinga, Cerrado, Mata Atlântica, Pampa. Trata-se de uma espécie predominantemente neotropical, cujos adultos migram para o norte, para o Canadá, e para o sul, à Patagônia e as ilhas Malvinas. Também pode ser encontrada nas ilhas Galápagos e no Havaí. Foi relatada na Europa Ocidental, incluindo Portugal e Reino Unido. Recentemente, estabeleceu-se na África Ocidental e em Cabo Verde, possivelmente tendo se originado no Brasil.
No Brasil, segundo dados do Sistema de Informação sobre a Biodiversidade Brasileira (SiBBr) e do Instituto Chico Mendes de Conservação da Biodiversidade (ICMBio), ocorre nos estados do Maranhão (Balsas e Feira Nova do Maranhão) Ceará, Goiás (Pirenópolis, Vianópolis e Alto Paraíso de Goiás), Pará, Minas Gerais (Uberlândia), São Paulo, Alagoas, Rio Grande do Sul, Acre, Amazonas, Espírito Santo, Rio de Janeiro, Distrito Federal (Brasília), Paraíba, Paraná, Bahia (São Desidério, Jaborandi e Angical), Piauí, Pernambuco, Amapá, Santa Catarina, Rio Grande do Norte, Rondônia, Mato Grosso, Mato Grosso do Sul (Chapadão do Sul e Miranda) e Tocantins (Palmas).
No Brasil, em termos hidrológicos, está presente nas sub-bacias do Guaíba, do Iguaçu, do Itapecuru-Paraguaçu, do litoral de Alagoas, Pernambuco, Paraíba, Ceará, Rio de Janeiro, Rio Grande do Sul, São Paulo, Paraná e Santa Catarina, do Madeira, do Negro, do Paraguai 01, do Parapanema, do Paranaíba, do Paraná, do Paraíba do Sul, do Alto Parnaíba, do Piranhas, do Purus, do Médio São Francisco, do Tapajós, do Tietê, do Alto e Baixo Tocantins, do Trombetas, do Médio Uruguai e do Xingu.

## Ecologia

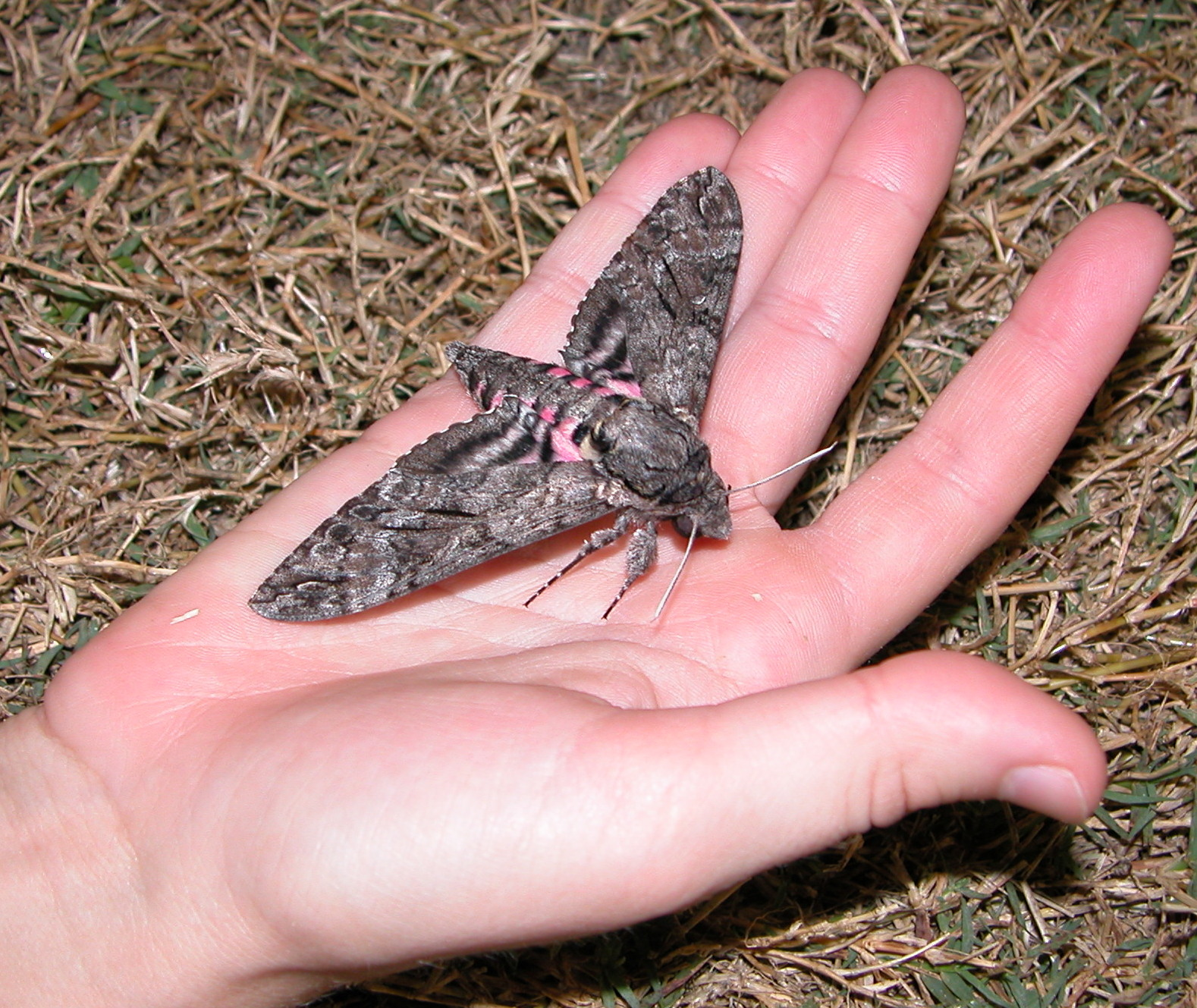
Espécime avistado em 2003 em Chapel Hill, Carolina do Norte

A imago de Agrius cingulata é noturna. É migratória, herbívora (fase larval) e nectarívora (fase adulta). No Cerrado, é comum durante a estação chuvosa, entre os meses de outubro e abril. Sua larva se hospeda em convolvuláceas (Ipomea batatas, Ipomoea sp., Merremia sp., Turbina sp. e glórias-da-manhã (Convolvulus sp.)), solanáceas (Datura sp.), anonáceas e asteráceas. Nessa fase de seu desenvolvimento, é conhecida como uma praga da batata-doce. Quando adulta, Agrius cingulata atua como importante polinizadora de um amplo espectro de espécies esfingófilas especializadas, como a flor-da-lua (Ipomoea alba), as glórias-da-manhã, as petúnias (gênero Petunia), Caryocar brasiliensis (cariocaráceas), Inga vera (fabáceas), Tocoyena formosa (rubiáceas) e Qualea grandiflora (vochisiáceas).
As fêmeas de Agrius cingulata atraem os machos com feromônios. Seus ovos são translúcidos e ligeiramente esverdeados, têm formato quase esférico e alcança cerca de um milímetro de diâmetro. No primeiro estágio de desenvolvimento na batata-doce, têm um corpo branco e um chifre anal negro. Nos estágios tardios, sua coloração é verde ou marrom com manchas negras em cada lado do corpo e um chifre negro anal. Sua cabeça é verde ou marrom, com três listras escuras de cada lado. Em seu quarto e último estágio, seu chifre anal inclina para trás.

## Conservação

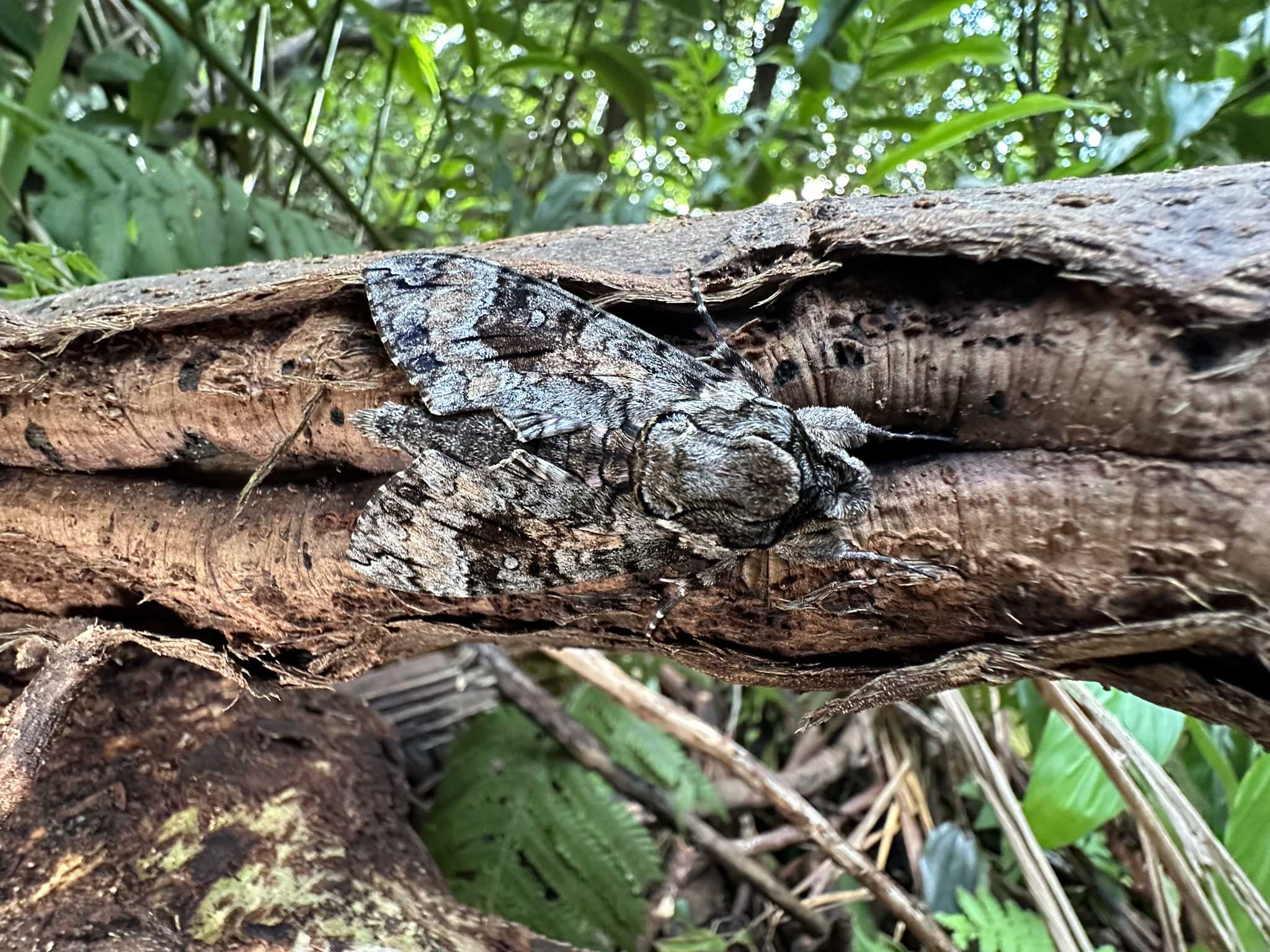
Espécime avistado em 2023

Em 2018, Agrius cingulata foi classificada como pouco preocupante no Livro Vermelho da Fauna Brasileira Ameaçada de Extinção do Instituto Chico Mendes de Conservação da Biodiversidade (ICMBio). Em sua área de distribuição, está presente em várias áreas de conservação: a Área de Proteção Ambiental do Planalto Central (APA Planalto Central) o Parque Estadual dos Pirineus, o Parque Nacional da Chapada Diamantina (PARNA da Chapada Diamantina), o Parque Nacional da Chapada dos Veadeiros (PARNA da Chapada dos Veadeiros), o Parque Nacional da Serra dos Órgãos (PARNA da Serra dos Órgãos), o Parque Nacional de Brasília (PARNA de Brasília), o Parque Nacional de Sete Cidades (PARNA de Sete Cidades), o Parque Nacional de Ubajara (PARNA de Ubajara), o Parque Nacional da Serra do Pardo (PARNA Serra do Pardo), a Área de Proteção Ambiental da Chapada do Araripe (APA Chapada do Araripe), a Área de Proteção Ambiental de Petrópolis (APA Petrópolis), a Área de Proteção Ambiental da Serra da Ibiapaba (APA Serra da Ibiapaba), a Estação Biológica de Boraceia, a Reserva Biológica Guaribas, a Parque Estadual Mata do Pau-Ferro, a Parque Estadual do Espigão Alto, a Estação Ecológica do Seridó (ESEC Seridó), a Estação Ecológica da Serra Geral do Tocantins (ESEC Serra Geral do Tocantins),a Área de Proteção Ambiental Corumbataí-Botucatu-Tejupá (APA Corumbataí-Botucatu-Tejupá), a Área de Proteção Ambiental dos Ribeirões do Gama e Cabeça de Veado (APA da Bacia dos Ribeirões do Gama e Cabeça de Veado), a Área de Proteção Ambiental de Cafuringa (APA de Cafuringa), a Área de Proteção Ambiental Bonfim/Guaraíra (APA Bonfim/Guaraíra), a Reserva Biológica do Gurupi (Rebio do Gurupi), a Área de Proteção Ambiental Estadual de Guaratuba, a Estação Ecológica de Águas Emendadas, o Parque Estadual da Serra de Caldas Novas, o Parque Estadual da Serra do Mar, o Parque Estadual Intervales, a Reserva Particular do Patrimônio Natural Fazenda Limeira (RPPN Fazenda Limeira), a Reserva Particular do Patrimônio Natural Frei Caneca (RPPN Frei Caneca), a Reserva Particular do Patrimônio Natural Reserva Ecológica do Panga (RPPN do Panga), a Reserva Particular do Sítio do Bananal (RPPN Sítio do Bananal), a Terra Indígena Raposa Serra do Sol e a Terra Indígena Tubarão/Latundê.